# Analog Science Fiction and Fact
Analog Science Fiction and Fact je znanstvenofantastična revija z najdaljšim časom izhajanja med sorodnimi revijami in velja za osrednjo revijo žanra. Kot Astounding Stories so jo leta 1930 začeli izdajati v Združenih državah Amerike. Konec tridesetih let je revija postala vodilna na svojem področju, kar je sovpadalo z zlato dobo znanstvene fantastike. Doživela je več sprememb imena, leta 1938 v Astounding Science-Fiction, leta 1960 pa v Analog Science Fact & Fiction. 